# Thanh anh
Thanh anh hay huệ sông Nile (danh pháp hai phần: Agapanthus africanus) là một loài thực vật có hoa trong họ Amaryllidaceae. Loài này được Carl Linnaeus miêu tả khoa học đầu tiên năm 1753 dưới danh pháp Crinum africanum. Năm 1824 Johann Centurius von Hoffmannsegg chuyển nó sang chi Agapanthus.

## Hình ảnh

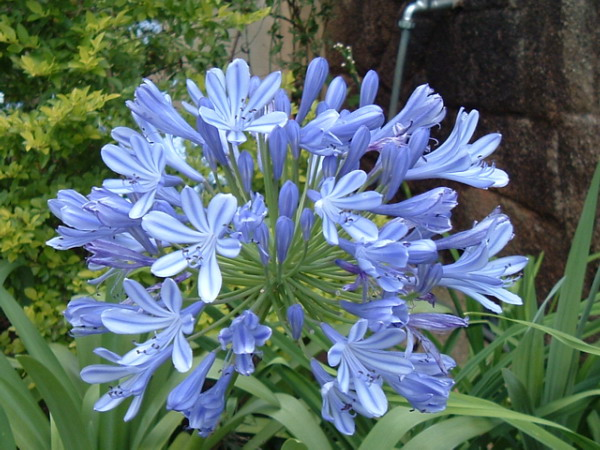
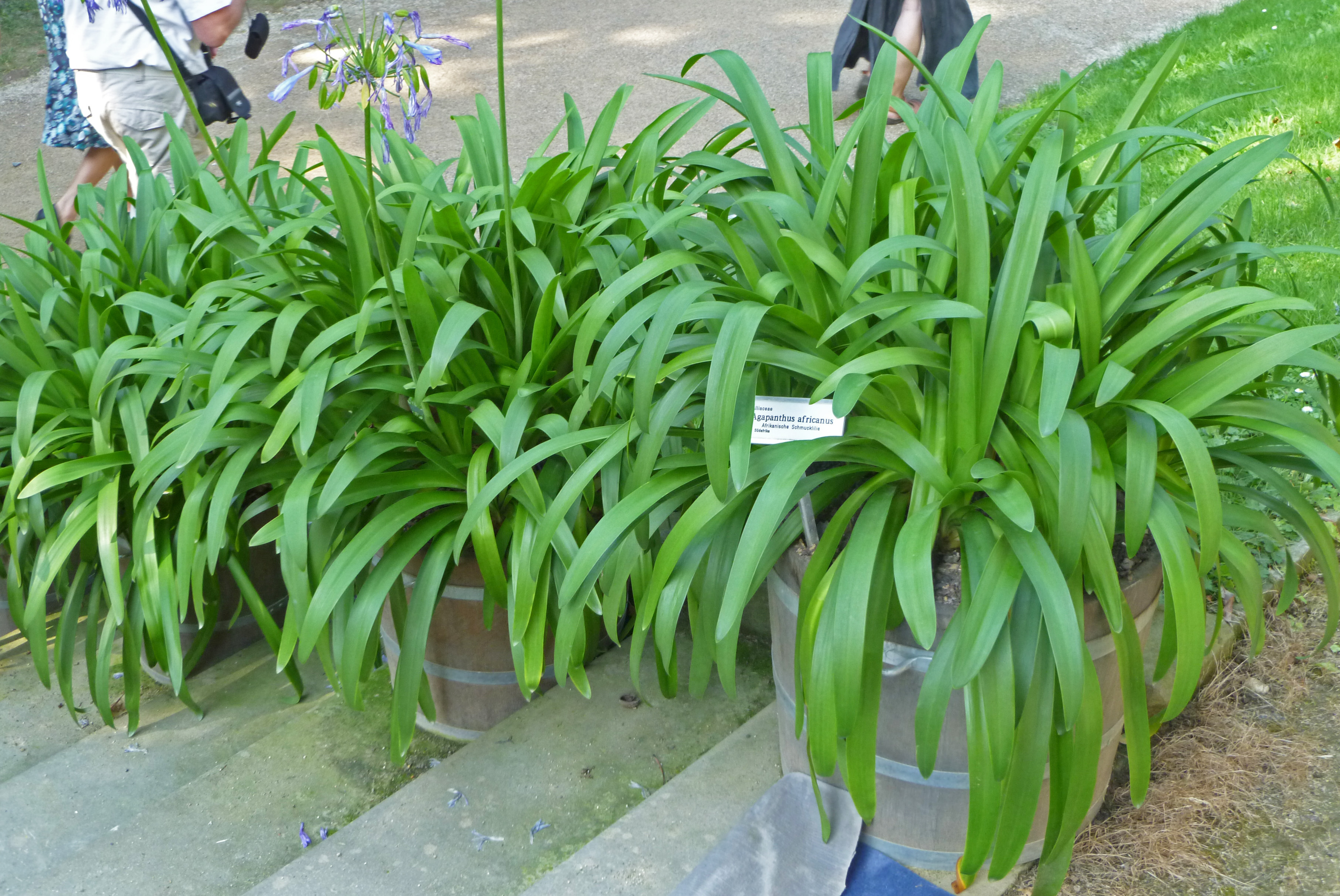
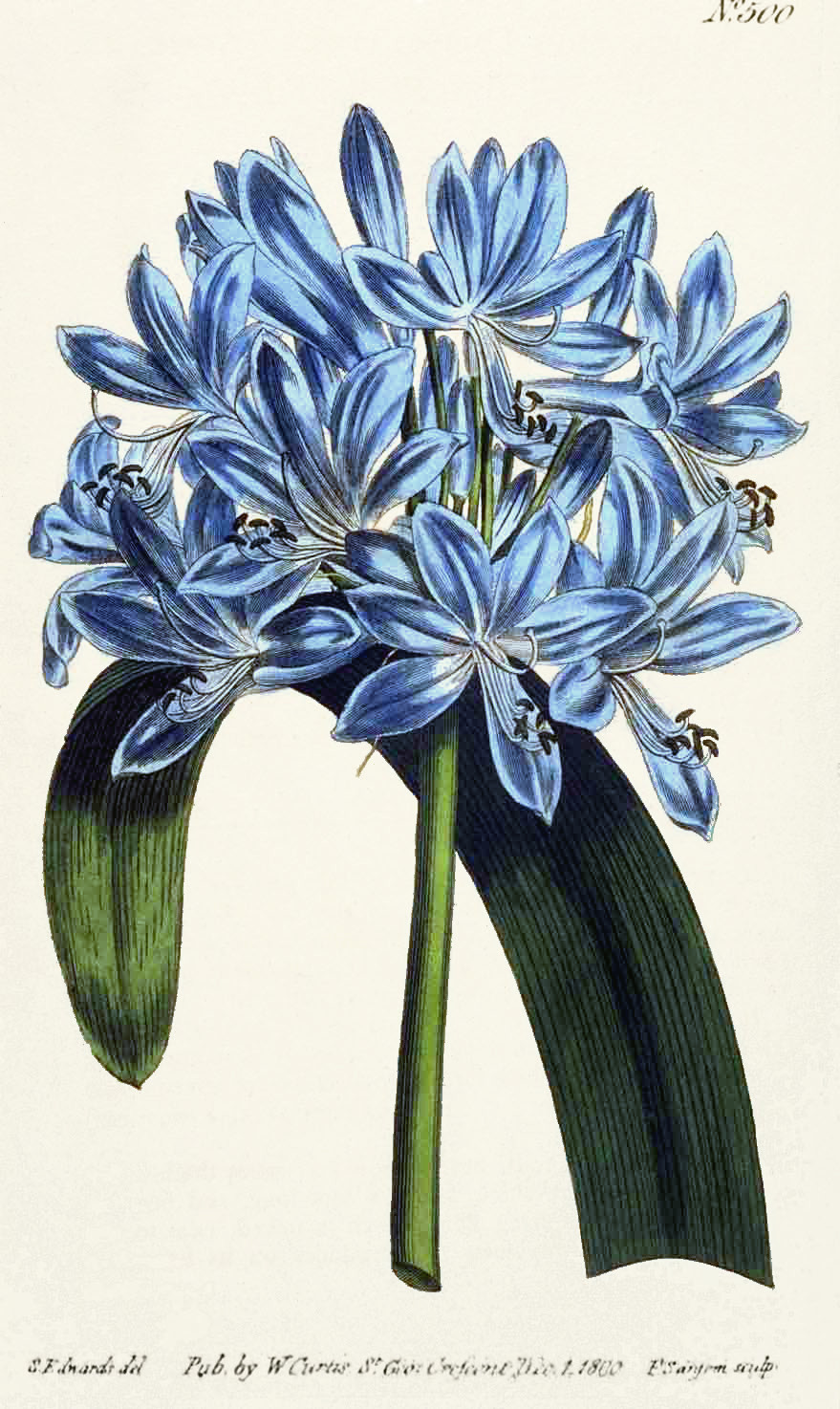
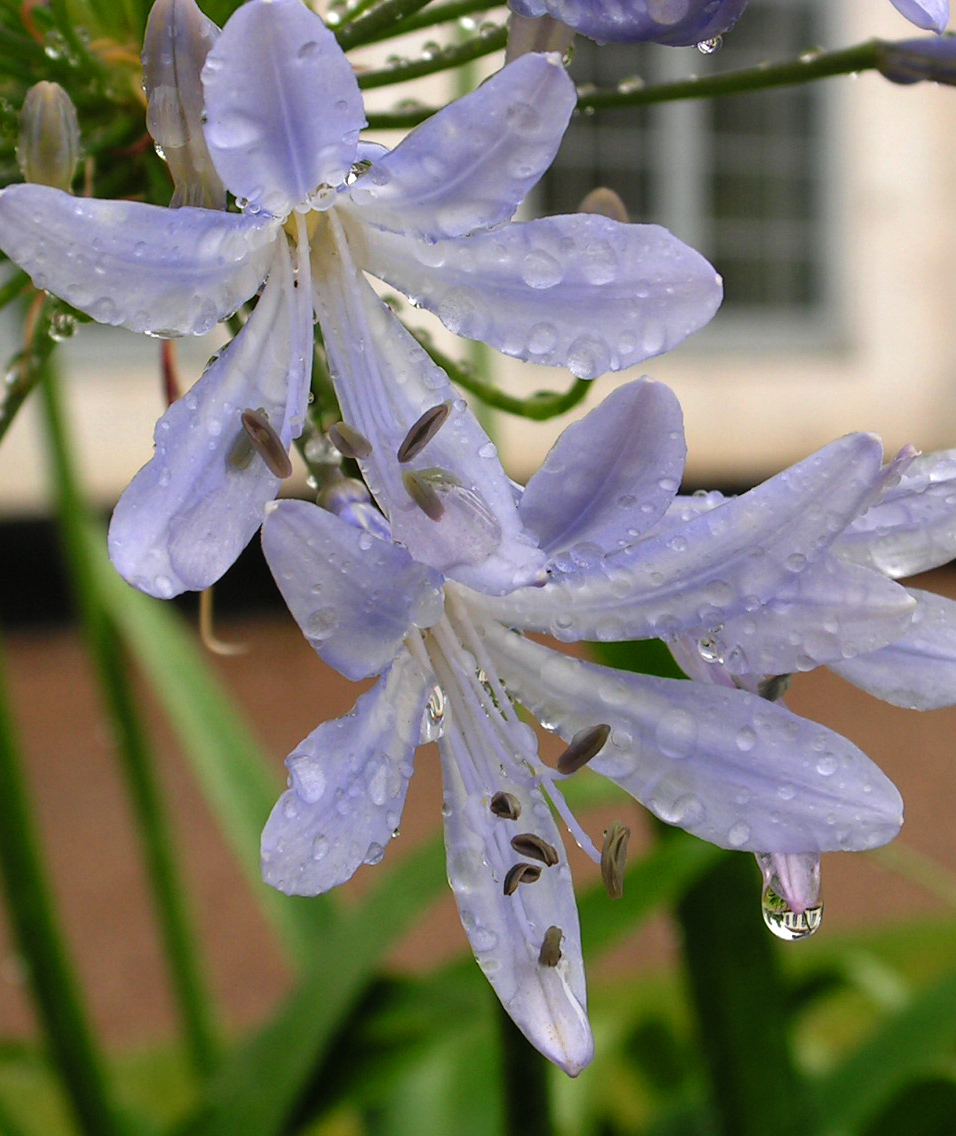